# Rudolf Fiedler (Wirtschaftswissenschaftler)
Rudolf Fiedler (* 11. Oktober 1958 in Nördlingen in Bayern) ist ein deutscher Wirtschaftswissenschaftler und Professor für Betriebswirtschaftslehre, insbesondere Controlling und Projektmanagement.

## Leben
Fiedler studierte von 1980 bis 1985 Wirtschaftspädagogik an der Universität Erlangen-Nürnberg. Nach zweijähriger Tätigkeit als Systemanalytiker und Organisator bei Messerschmitt-Bölkow-Blohm wurde er Wissenschaftlicher Mitarbeiter am Lehrstuhl von Peter Mertens, einem der Gründerväter der Wirtschaftsinformatik im deutschsprachigen Raum. 1990 promovierte Fiedler zum Thema CONTREX – Ein Beitrag zum wissensbasiertes Controlling mit der Modularsoftware SAP-RK. Er war anschließend leitender Angestellter im Controlling der Robert Bosch GmbH. Seit 1992 ist Fiedler Professor an der Business School, Technische Hochschule Würzburg-Schweinfurt.

## Forschung und Lehre
Forschungsschwerpunkte von Rudolf Fiedler sind Themen des Controllings, insbesondere Unterstützungsmöglichkeiten des Projektcontrolling für die erfolgreiche Planung und Steuerung von Projekten.

## Schriften (Auswahl)
- Promotionsschrift: CONTREX - Ein Beitrag zum wissensbasiertes Controlling mit der Modularsoftware SAP-RK. Nürnberg 1990.
- Controlling von Projekten: Mit konkreten Beispielen aus der Unternehmenspraxis – Alle controllingrelevanten Aspekte der Projektplanung, Projektsteuerung und Projektkontrolle, Springer Fachmedien. Wiesbaden, 8. Auflage 2020, ISBN 978-3-658-28031-4.
- Organisation kompakt. München/Wien, 3. Aufl.  2014, ISBN 978-3-486-85574-6.
- Mit Notger Carl, William Jórasz und Manfred Kiesel: Grundkurs Betriebswirtschaftslehre. Eine kompakte Einführung in 7 Kapiteln für praktisch tätige Ingenieure, Informatiker und Mathematiker. Braunschweig/Wiesbaden, 4. Aufl. 2017, ISBN 978-3-322-93954-8.
- Mit Jens Gräf: Einführung in das Controlling, Methoden, Instrumente und IT-Unterstützung. München/Wien, 3. Aufl. 2012, ISBN 978-3-486-71462-3.